# علی میرزا استوار
علی میرزا استوار (انگلیسی: Ali Mirzaostovari؛ زاده ۱ ژوئن ۱۹۷۳) بازیکن فوتبال اهل ایران است. که در تیم ملی فوتبال ایران نیز بازی کرده است.